# Розенбергер (місячний кратер)
Кра́тер Розенбе́ргер (лат. Rosenberger) — великий стародавній метеоритний кратер у південній півкулі видимого боку Місяця. Назву присвоєно на честь німецького астронома Отто Августа Розенбергера (1800—1890) й затверджено Міжнародним астрономічним союзом у 1935 році. Утворення кратера відбулось у донектарському періоді.

## Опис кратера

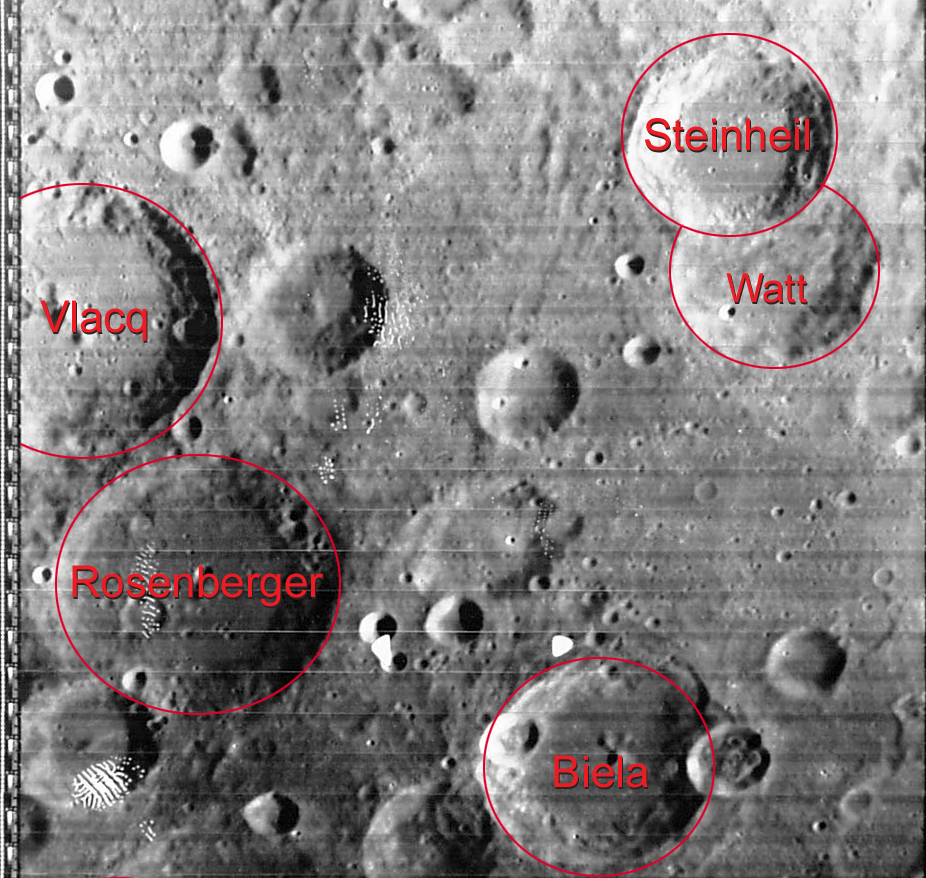
Околиці кратера Розенбергер. Світлина зонда Lunar Orbiter — IV.

Найближчими сусідами кратера Розенбергер є кратер Влак на північному заході; кратери Штайнхайль і Ватт на півночі північному сході; кратер Бієла на сході; кратер Гаєк на півдні південному сході і кратер Неарх на півдіні південному заході. Селенографічні координати центру кратера 55°29′ пд. ш. 43°09′ сх. д. / 55.49° пд. ш. 43.15° сх. д., діаметр 91,7 км, глибина 3240 м.
Кратер Розенбергер має полігональну форму та зазнав значних руйнувань. Вал згладжений, північна частина валу практично зрівнялася з навколишньою місцевістю, південний край валу перекритий великим сателітним кратером Розенбергер D. Внутрішній схил валу нерівномірний по ширині, у східній частині проглядаються залишки терасоподібної структури. Дно чаші відносно рівне у північній та східній частині та більше пересічене у західній та південній області. У південній частині чаші розташований невеликий сателітний кратер Розенбергер S. Невеликий округлий центральний пік дещо зміщений на схід від центру чаші, на півночі до нього примикає маленький чашоподібний кратер, у північно-західному напрямку від піку відходить ланцюжок маленьких кратерів. Короткий ланцюжок кратерів розташований також у східній частині чаші.

## Сателітні кратери
| Розенбергер | Координати                                                | Діаметр, км |
| ----------- | --------------------------------------------------------- | ----------- |
| A           | 53°39′ пд. ш. 47°10′ сх. д. / 53.65° пд. ш. 47.17° сх. д. | 48,3        |
| B           | 52°04′ пд. ш. 46°13′ сх. д. / 52.06° пд. ш. 46.21° сх. д. | 33,8        |
| C           | 52°17′ пд. ш. 42°12′ сх. д. / 52.28° пд. ш. 42.2° сх. д.  | 46,7        |
| D           | 57°36′ пд. ш. 43°02′ сх. д. / 57.6° пд. ш. 43.04° сх. д.  | 46,6        |
| E           | 59°26′ пд. ш. 43°09′ сх. д. / 59.43° пд. ш. 43.15° сх. д. | 11,1        |
| F           | 56°05′ пд. ш. 40°36′ сх. д. / 56.09° пд. ш. 40.6° сх. д.  | 5,8         |
| G           | 53°59′ пд. ш. 41°27′ сх. д. / 53.99° пд. ш. 41.45° сх. д. | 9,8         |
| H           | 54°59′ пд. ш. 46°28′ сх. д. / 54.98° пд. ш. 46.47° сх. д. | 11,9        |
| J           | 53°02′ пд. ш. 43°16′ сх. д. / 53.04° пд. ш. 43.26° сх. д. | 20,5        |
| K           | 54°32′ пд. ш. 47°35′ сх. д. / 54.53° пд. ш. 47.58° сх. д. | 18,0        |
| L           | 52°41′ пд. ш. 44°40′ сх. д. / 52.69° пд. ш. 44.67° сх. д. | 7,9         |
| N           | 54°29′ пд. ш. 44°08′ сх. д. / 54.48° пд. ш. 44.13° сх. д. | 8,3         |
| S           | 56°02′ пд. ш. 42°41′ сх. д. / 56.04° пд. ш. 42.69° сх. д. | 14,0        |
| T           | 56°43′ пд. ш. 43°13′ сх. д. / 56.71° пд. ш. 43.22° сх. д. | 7,9         |
| W           | 58°52′ пд. ш. 42°39′ сх. д. / 58.86° пд. ш. 42.65° сх. д. | 30,8        |

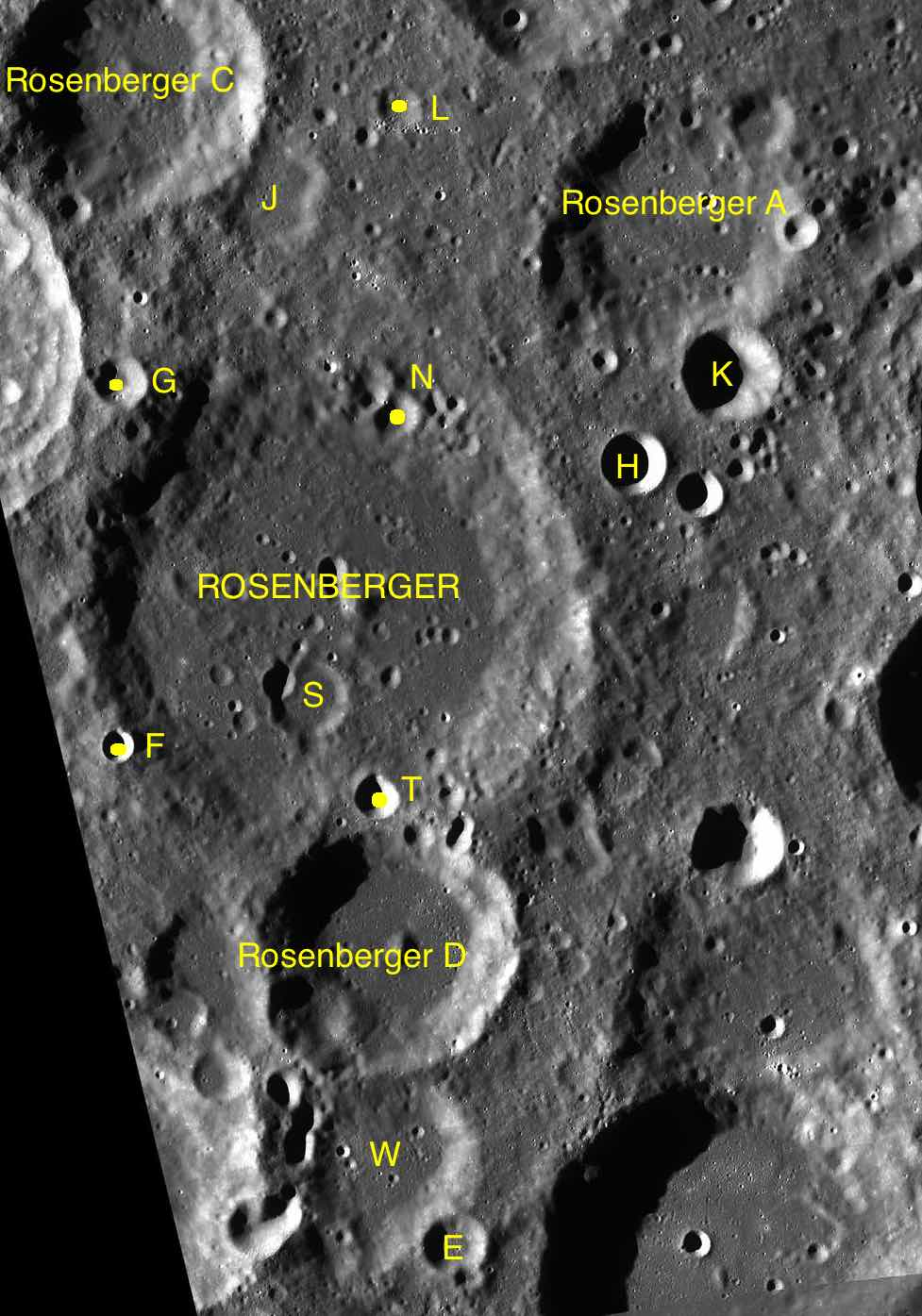
Фрагмент мапи LAC-128.

- Утворення сателітних кратерів Розенбергер B і C відбулось у донектарському періоді[1].
- Утворення сателітного кратера Розенбергер D відбулось у нектарському періоді[1].